# Suicídate, mi amor
¡Suicídate, mi amor! es una película mexicana de comedia estrenada el 17 de agosto de 1961, producida por Antonio Matouk, escrita por Luis Alcoriza, dirigida por Gilberto Martínez Solares y protagonizada por Germán Valdés "Tin Tan", Teresa Velázquez y Marina Camacho. Esta película fue la tercera de cinco películas que estrenaría el comediante en 1961 y muchas de las escenas de la cual fueron filmadas en el Hipódromo de las Américas.

## Argumento
La película narra la historia de Raúl (Germán Valdés), un rico ranchero que lleva una vida relajada en la capital sin desatender sus negocios en el campo. Raúl sostiene una relación sentimental con una actriz teatral llamada Linda, con la aprobación entusiasta de la madre de la artista debido a la conveniencia en metálico que Raúl representa para su hija.
Una noche que Raúl se dirige a organizar una fiesta para Linda, misma que ésta le ha exigido, de pronto cae del cielo en su convertible una suicida que se acaba de lanzar por una ventana. Raúl decide completar la intervención que a su persona el destino ha deparado como Divina Providencia y lleva a la chica a su departamento para que se recupere. Una vez ahí, la chica, llamada Lucero (Teresa Velázquez), cuenta su historia en la cual decepcionada de los hombres que solo quieren abusar de ella había decidido quitarse la vida. Raúl la convence de que está equivocada juzgando a todos por igual y la convence de que se quede a vivir en su casa para demostrarle que todavía hay hombres buenos en el mundo que pueden ayudar sin interés. Lucero acepta y a partir de entonces Raúl encarga a su ayudante, el Gran Martínez (Roberto Ramírez Garza, Beto el Boticario), que cuide de ella. Lucero se queda a vivir con ellos como si fuera parte de una familia.
Un día Raúl regala a Lucero su mejor yegua, llamada "La Muñeca", para que esta recupere la ilusión en la vida por algo, y da resultado, porque Lucero se encariña tanto con la yegua que la cura y la pone en forma para que participe en las carreras del hipódromo. Llega un día en que "La Muñeca" debe correr y Raúl debe decidir en acudir al evento apoyando a Lucero o del brazo de Linda. Linda que no es tonta, a pesar de ser la que finalmente acompaña a Raúl en las carreras, comienza a sentirse celosa de Lucero al grado de que poco después de encontrarse con ella en el hipódromo, va a buscarla al departamento de Raúl para exigirle que salga de la vida de su novio. La discusión acaba en golpes y sólo la intervención de Martínez salva la situación.
Raúl no se llega a enterar de lo sucedido entre Linda y Lucero pero sí llega a conocer al hombre que motivó a Lucero el intento de suicidio y le da su merecido. Linda, sintiendo que comienza a perder su lugar en el corazón de Raúl, finge un suicidio y Raúl, que está a punto de confesarle su amor a Lucero se interrumpe abruptamente al recibir la falsa llamada de auxilio de Linda y corre a su lado. Lucero, despechada hace planes para irse con su doctor (Antonio Raxel) y se los revela a Raúl para darle celos. Raúl reacciona de manera violenta y golpea al doctor y está a punto de irse en contra de Lucero cuando la oportuna intervención de Martínez que los devuelve al buen juicio y a la realidad de sus sentimientos los ayuda a que acepten el amor que se sienten el uno por el otro.

## Elenco
- Germán Valdés "Tin Tan" como Raúl González
- Teresa Velázquez como Lucero Molina
- Marina Camacho como Linda
- Roberto Gómez Garza "Beto El Boticario" como Martínez
- Antonio Raxel como Doctor Rolando Montero
- Marcelo Chávez
- Eric del Castillo como Emilio
- Consuelo Monteagudo como Madre de Linda
- Carlos Bravo y Fernández como Periodista
- Sonia Infante como Chica en fiesta
- Manuel Dondé como Juez
- Salvador Arriola como Invitado a fiesta
- Felipe del Castillo como Empleado de teatro
- Margarito Esparza como Enano
- Rodolfo García como Transeúnte borracho
- Regino Herrera como Velador de caballos
- Ángela Rodríguez como Sirvienta

## Curiosidades
Originalmente esta película iba a ser protagonizada por Pedro Infante y Rosita Quintana, pero la muerte del primero truncó el proyecto.